# Austrolimnophila (Austrolimnophila) hoogstraali
Austrolimnophila (Austrolimnophila) hoogstraali is een tweevleugelige uit de familie steltmuggen (Limoniidae). De soort komt voor in het Afrotropisch gebied.